# 長島町
長島町（ながしまちょう）は、鹿児島県の北西部に位置する町。北薩地域にある鹿児島県最北端にあたる町である。出水郡に属す。

## 地理
鹿児島県の北西端に位置し、長島（長島本島）の全域と諸浦島、伊唐島、獅子島などの島からなる。四方を東シナ海、八代海、長島海峡等に囲まれている。
- 山：長島・行人岳（標高394m）

### 隣接している自治体
- 架橋により隣接：阿久根市
- 海上で隣接：熊本県天草市

### 大字
| 旧町域   | 大字                                   |
| -------- | -------------------------------------- |
| 旧長島町 | 蔵之元・指江・下山門野・城川内・平尾   |
| 旧東町   | 浦底・川床・獅子島・諸浦・鷹巣・山門野 |

## 歴史
現在の長島町域は元来肥後国天草郡に属していたが、戦国時代に薩州家島津氏の島津忠兼が同島内の堂崎城を攻め落とし、以来薩摩に属している。

### 沿革
- 1889年4月1日 - 町村制施行により東長島村・西長島村が成立。
- 1956年7月10日 - 東長島村が町制施行・改称し東町となる。
- 1960年1月1日 - 西長島村が町制施行・改称し長島町となる。
- 2006年3月20日 - 長島町・東町が合併し、長島町（新町制）が発足。
- 2006年3月23日 - 新町制になってから初の町長選挙。旧東町町長の川添健（62歳）と旧長島町町長の島崎親雄（66歳）との一騎討ちによる住民投票が行われ、784票差で川添健が初代町長となる。

### 町名
旧「長島町」と町名は同じであるが、編入合併ではなく、長島町と東町の新設合併（対等合併）である。町名は住民らから募集し、合併協議会により最も応募数が多かった長島町に決定した。他に「ながしま町」「新長島町」「東西長島町」「薩摩長島町」「黒之瀬戸町」などの案があった。

## 行政

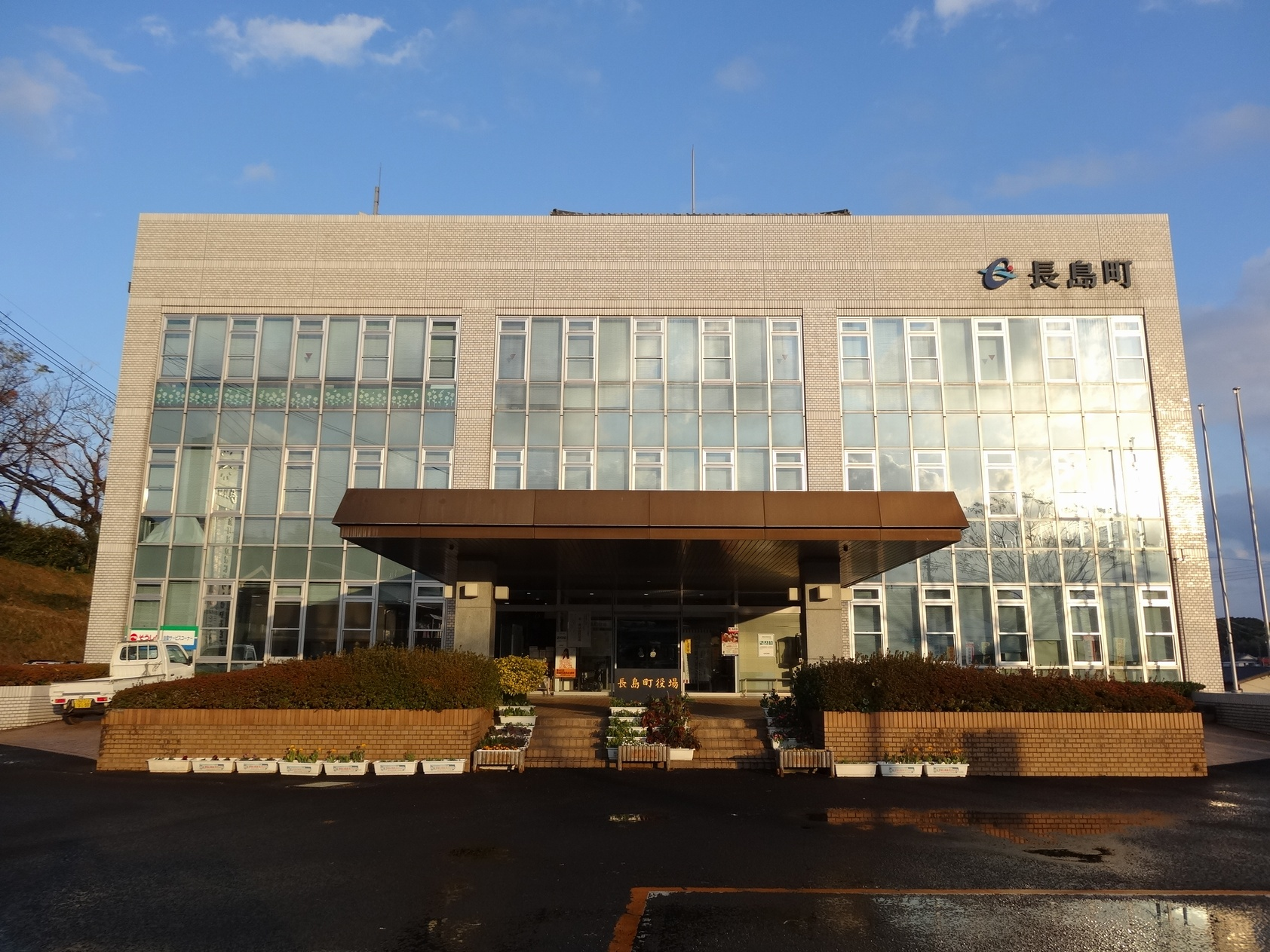
長島町役場（鷹巣庁舎、旧東町役場）

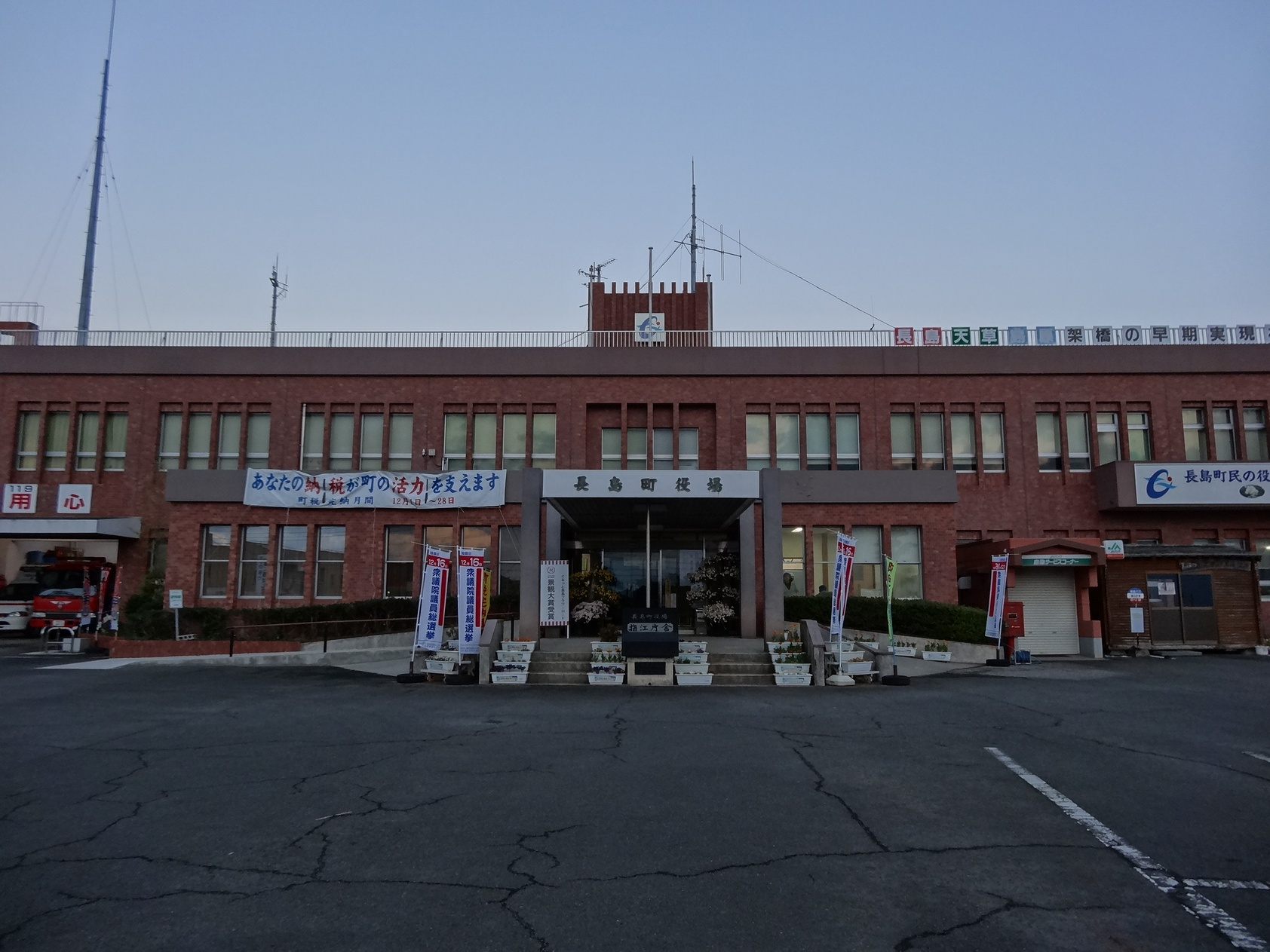
長島町役場指江庁舎（旧長島町役場）

町長
新「長島町」発足当初は正式な町長は立てず、2006年3月23日の初選挙により旧東町町長の川添健に決定した。
- 初代町長：川添健（かわぞえ たけし）

### 町の行政機関
- 長島町福祉事務所（長島町役場内）
- 阿久根地区消防組合 東分遣所
- 阿久根地区消防組合 長島分遣所

### 警察
鹿児島県警 阿久根警察署（鹿児島県阿久根市赤瀬川）の管轄下にある。

## 姉妹都市・提携都市
- 吉祥面（大韓民国仁川広域市江華郡）
  - 1994年5月30日姉妹都市提携

## 産業

### 漁業
- 養殖ブリ - 主に東町漁協所属の薄井漁港が有名
- アオサ - 岩のりの一種

### 農業
- 島みかん - 島の特産品。島みかんを使った「島みかん飴」という飴も発売されている。
なお、農学博士の田中長三郎は文献調査および現地調査から当地がウンシュウミカンの原生地との説を唱えた。当地は小ミカンの発祥地と考えられる八代にも近く、戦国時代以前は八代と同じく肥後国であったこと、1936年に推定樹齢300年の古木（太平洋戦争中に枯死）が発見されたことから、この説で疑いないとされるようになった。発見された木は接ぎ木されており、最初の原木は400 - 500年前に発生したと推察される。DNA鑑定により種子親が小ミカン、花粉親がクネンボであると推定された[3]。
- ジャガイモ - 独特の赤土により良質な甘みのあるジャガイモがとれる。
- サツマイモ - 一般的な紫の皮の細長いイモではなく、白イモとも呼ばれる「コガネセンガン」が主。特産の芋焼酎「島美人」などの材料となる。

### 畜産
- ウシ
- ブタ
- ニワトリ

## 地域

### 人口
| |                                        |  |
| 長島町と全国の年齢別人口分布（2005年） | 長島町の年齢・男女別人口分布（2005年） |  |
| ■紫色 ― 長島町 ■緑色 ― 日本全国 | ■青色 ― 男性 ■赤色 ― 女性              |  |
| 長島町（に相当する地域）の人口の推移 \| 1970年（昭和45年） \| 15,929人 \| \| \| 1975年（昭和50年） \| 14,940人 \| \| \| 1980年（昭和55年） \| 14,840人 \| \| \| 1985年（昭和60年） \| 14,440人 \| \| \| 1990年（平成2年） \| 13,801人 \| \| \| 1995年（平成7年） \| 13,185人 \| \| \| 2000年（平成12年） \| 12,552人 \| \| \| 2005年（平成17年） \| 11,958人 \| \| \| 2010年（平成22年） \| 11,105人 \| \| \| 2015年（平成27年） \| 10,431人 \| \| \| 2020年（令和2年） \| 9,705人 \| \| |                                        |  |
| 総務省統計局 国勢調査より |                                        |  |
| 1970年（昭和45年） | 15,929人                               |  |
| 1975年（昭和50年） | 14,940人                               |  |
| 1980年（昭和55年） | 14,840人                               |  |
| 1985年（昭和60年） | 14,440人                               |  |
| 1990年（平成2年） | 13,801人                               |  |
| 1995年（平成7年） | 13,185人                               |  |
| 2000年（平成12年） | 12,552人                               |  |
| 2005年（平成17年） | 11,958人                               |  |
| 2010年（平成22年） | 11,105人                               |  |
| 2015年（平成27年） | 10,431人                               |  |
| 2020年（令和2年） | 9,705人                                |  |

### 教育

#### 高等学校
- 鹿児島県立長島高等学校（平尾5645番地）（2007年3月をもって廃校）

#### 中学校
町立
- 鷹巣中学校
- 長島中学校
- 平尾中学校
- 川床中学校
- 獅子島中学校

#### 小学校
町立
- 城川内小学校
- 平尾小学校
- 蔵之元小学校
- 汐見小学校
- 鷹巣小学校
- 伊唐小学校
- 川床小学校
- 田尻小学校
- 獅子島小学校

## 交通

### 空港
町内に空港は無い。最寄りは、鹿児島空港あるいは阿蘇くまもと空港で公共交通機関利用の際はいずれにせよ九州新幹線出水駅に出る必要がある。

### 鉄道
町内を鉄道路線は通っていない。
最寄り在来線駅は、肥薩おれんじ鉄道折口駅。最寄り新幹線駅は九州新幹線出水駅。また、島内と出水駅・阿久根駅を結ぶ路線バスが運行されている（路線バスは折口駅前も経由する）。

### 道路
一般国道
- 国道389号

主要地方道
- 鹿児島県道47号葛輪瀬戸線

一般県道
- 鹿児島県道379号長島宮之浦港線
- 鹿児島県道380号平尾川床線

道の駅
- 道の駅長島
- 道の駅黒之瀬戸だんだん市場

### 路線バス
- 南国交通 - 出水営業所が運行。黒之瀬戸大橋を渡り長島と本土部の出水市・阿久根市を結ぶ路線を運行する。
  - 出水総合医療センター・出水駅 - 高尾野 - 野田 - 折口 - 脇本 - だんだん市場前
  - 佐潟口 - 阿久根駅 - 折口 - 脇本 - だんだん市場前
- 長島町乗合バス - 島内を運行。NPO法人ながしま地域活性化推進機構に運行を委託する。当面の間は運賃無料。日祝日運休。
  - だんだん市場前 - 指江 - 蔵之元 - 平尾
  - だんだん市場前 - 鷹ノ巣  - 平尾
- 巡回バス - 町内にがらかぶ号、マンダリン号東南部、マンダリン号東北部の3路線があり、いずれも週2日運行。運行委託はNPO法人ながしま地域活性化推進機構。

南国交通が島内路線を運行していたが、運転手不足や経営の悪化を理由に2024年9月30日限りで黒之瀬戸大橋付近にある道の駅黒之瀬戸だんだん市場までの区間を除く島内路線の大半の区間を廃止。翌10月1日以降は、町が地元NPO法人に運行を委託した代替バスに切り替えられた。

### 船舶
- 三和商船（三和フェリー）
  - 蔵之元港 - 牛深港（熊本県天草市牛深町）
- 天長フェリー（フェリーロザリオ）
  - 諸浦港 - 片側港（獅子島） - 中田港（熊本県天草市新和町）《所要時間：55分》
- 山坂汽船（フェリー海竜）
  - 諸浦港 - 片側港（獅子島）《所要時間：20分》
- 獅子島汽船
  - 幣串港（獅子島） - 水俣港（熊本県水俣市）《所要時間：30分》
- 波戸汽船（旅客船すずかぜ）
  - 御所ノ浦港（獅子島） -  片側港（獅子島） - 葛輪港（諸浦島） - 伊唐港（伊唐島） - 宮ノ浦港（長島） - 米ノ津港（出水市）《所要時間：2時間30分》
- 山坂汽船（旅客船ニューしんせいあづま）（2009年より休止[要出典]）
  - 宮ノ浦港（長島） - 伊唐港（伊唐島） - 幣串港（獅子島）《所要時間：40分》

### 橋

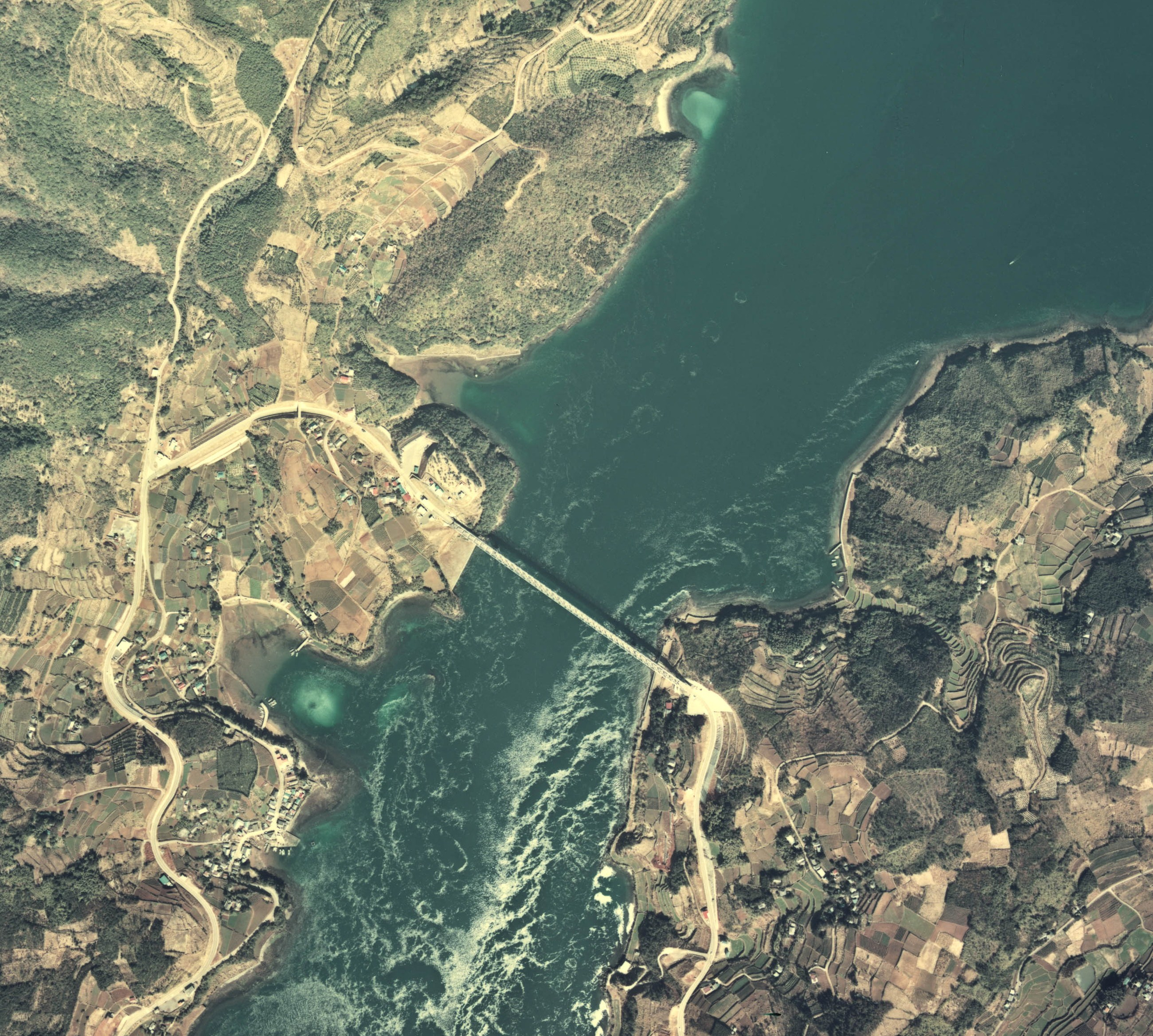
黒之瀬戸に架かる黒之瀬戸大橋。

- 黒之瀬戸大橋

阿久根市と長島の間にある海峡黒之瀬戸（日本三大急潮）に架かる自動車・バイク用通路と歩行者専用通路を設けた大橋。島民の永い間の念願であった。橋が架かる前は定期船での往来しか方法は無く不便であった。完成当初は建設費回収のため自動車・バイクでは通行料を取っていたが、建設費用の数倍といわれる通行収入を上げ、1990年9月21日より通行無料になった。
- 形式：鋼トラス
- 橋長：502.0m
- 最大支間：300m
- 色：薄いブルー
- 完成：1974年

- 伊唐大橋
- 乳ノ瀬橋

## 名所・旧跡・観光スポット・祭事・催事
- 小浜海水浴場
- 長島青少年旅行村
- 太陽の里 - 宿泊施設や食事処、芝滑り台などがある総合施設。
- 日本マンダリンセンター - 特産の「島みかん」の博物館。屋根はみかんを模したオレンジのドーム状になっている。センターまで続く道路は「オレンジロード」と呼ばれオレンジ色に塗られている。
- 行人岳 - 島内で一番高い山である。山頂には見晴らし台と駐車場と寺がある。寺から鳴らした鐘は麓の民家まで響き渡る。テレビの「長島北中継局」も山頂にある。
- ながしま造形美術展（2年に1度、秋に開催）
- 夢追い長島花フェスタ（毎年、春に開催）

## 長島町を舞台にした作品
- 映画『夕陽のあと』（2019年公開、貫地谷しほり主演）